# Westerheim (Bajorország)
Westerheim település Németországban, azon belül Bajorországban. Lakosainak száma 2292 fő (2023. december 31.).

## Népesség
A település népessége az elmúlt években az alábbi módon változott:
| Lakosok száma | 683  | 1063 | 1129 | 1679 | 2129 | 2148 | 2146 | 2186 | 2270 | 2292 |
|               | 1875 | 1950 | 1975 | 1987 | 2012 | 2014 | 2016 | 2017 | 2021 | 2023 |